# Jugoslavien i olympiska vinterspelen 1936
Jugoslavien deltog med 17 deltagare vid de olympiska vinterspelen 1936 i Garmisch-Partenkirchen. Ingen av landets deltagare erövrade någon medalj.